# ATSC
ATSC standards (Advanced Television Systems Committee standards) とは、アメリカで開発された地上波におけるデジタルテレビ規格。ATSC の名称は、規格の制定などを行った『高度テレビジョン・システムズ委員会』に由来する。

## ATSC（委員会）
高度テレビジョン・システムズ委員会（Advanced Television Systems Committee、米国高度化テレビジョンシステム委員会、先進型テレビジョン方式委員会とも） は1982年に設立されたグループで、アメリカ国内のデジタルテレビジョンの為の ATSC Standards を開発し名前を冠している。

## ATSC方式
ATSC standards は、クレストファクターが小さく、カバーエリア当たりの電力が小さくて済む事から広大な地域に住居が点在するような場合に適した方式であるが、シングルキャリアであるためマルチパス妨害に弱く、都市部での受信や移動受信には不向きである。そのため都市部ではケーブルテレビを利用する、移動体受信用に別の方式を併用するなどの対策を行っている（移動体受信の詳細は後述する）。
アメリカでは、普及を進めるために36型以上のテレビは2004年までに、25型以上のテレビは2006年3月1日（当初7月1日から前倒し）までに、2007年7月1日（2006年12月31日へ変更提案あり）までに全てのテレビとテレビ受信機能のある機器へのチューナ内蔵義務化を行った。その後は ATSC 方式への全面移行のため、ほとんどの NTSC 方式の放送が2009年6月12日に停止された。

### 映像規格
音声圧縮方式AC-3（ドルビーデジタル）。映像圧縮方式MPEG-2。変調方式8VSB。そのほかに50フィールド地域向けの規格がある。
- 1080×1920（60i、30/24p） - ワイド
- 720×1280（60/30/24p） - ワイド
- 480×704（60i、60/30/24p） - ワイド、ノーマル
- 480×640（60i、60/30/24p） - ノーマル

注：i=インターレース、p=プログレッシヴ、ワイド=16:9、ノーマル=4:3
アメリカではABCとFOXとその系列局が720p、その他は1080iで放送している。ISDB-Tと違い1080pも放送可能だが現在は放送されていない。

地上デジタルテレビ方式の分布図。ATSC採用国を橙で示している。

### 採用国
アメリカ合衆国、カナダ、メキシコ、大韓民国で採用されている。
アルゼンチンとホンジュラスは、当初はATSCを採用予定であったが、ISDB-Tを改良したISDB-T Internationalを採用した。

## 移動体受信
ATSC方式に関連する移動体受信の為のデジタル放送方式として、同じくATSCが開発する ATSC-M/H方式や、ATSCを採用する大韓民国が開発した DMB方式などがある。

### ATSC-M/H
ATSC-M/H (Advanced Television Systems Committee - Mobile/Handheld) は、モバイル機器等でのテレビ放送の受信を目的とした、移動体デジタルテレビの為の米国の標準方式。2009年にアメリカ合衆国で放送が開始された。
DVB-Hとワンセグがそれぞれ地上波デジタルテレビ標準である、DVB-TとISDB-Tの移動体テレビ機能であるように、ATSC-M/Hはデジタルテレビ放送標準ATSC A/53に対して有効な機能拡張である。ATSCは典型的な北アメリカ環境における固定受信に最適化されており、8VSB変調が採用されている。ATSCの転送方法は、モバイル環境におけるドップラー効果やマルチパス妨害に対して十分強力ではなく、加えて強指向性の固定アンテナで受信することを前提に設計されている。これら問題の解消を目的として、信号の保護のために追加チャンネル符号化の仕組みがATSC-M/Hに導入されている。
1chあたりの最大ビットレートが4Mbps（実質1.5Mbps）とワンセグ（実質416Kbps）に比べて高いのが特徴である。30fpsで放送されるため固定放送並みに滑らかで、ワンセグに比べて高画質・高音質な放送を実現できる。また、高速移動中の受信性能もワンセグより高いと発表している。
ラスベガスではCES 2009の開催中にATSC-M/Hの試験放送を実施した。

### DMB
ATSC方式を採用する大韓民国では、欧州のデジタルラジオ規格DABとデジタル放送規格EUREKA-147を元に、主に移動体向けのテレビ放送用途にDMB方式と呼ばれる放送方式を開発し、VHF帯の電波を利用して放送を行っている。現在は大韓民国で移動体向けの放送のみを行っているが、DMB自体は「固定および移動体向けのデジタル方式のマルチメディア放送」という位置づけである。

## 展望

### ATSC 2.0
ATSC 2.0 は、ATSC 1.0 と後方互換をもつ標準の大規模な改訂版である。この標準は、テレビをインターネットに接続し、放送ストリームへ双方向的な要素を持ち込む事で、インタラクティブで複合的なテレビ技術を可能にする。他の特徴として、高度なビデオ圧縮、聴衆測定、標的広告、強化された番組ガイド、ビデオ・オン・デマンドサービス、そして非リアルタイム (NRT) なコンテンツを含む、新しい受信形態により情報を貯蓄する能力をもつ。

### ATSC 3.0
ATSC 3.0 は、帯域増強と効果的な圧縮性能により多くのサービスを視聴者に提供するが、現行版との後方互換を断つ必要がある。ATSC 3.0 は、次の10年以内の登場が期待される 。
2013年3月26日、ATSC(高度テレビジョン・システムズ委員会)は、このプランが 60fps で 4K UHDTV (3840x2160)  の解像度の映像をサポートするシステムと述べ、ATSC 3.0 の物理層への提案の呼びかけを公表した。
2017年5月31日、韓国は地上波でATSC 3.0を用いた4K UHD放送を開始した。